# Vaga (zviježđe)
Vaga (lat. Libra) jedno je od zviježđa zodijaka, pozicionirano između Djevice, Škorpiona, Vodene zmije, Zmije i Zmijonosca. Jedno je od 48 zviježđa iz Ptolemejeva zvjezdanoga kataloga (Χηλαί, Khēlaí: štipaljke, kliješta). Izvorno, Vaga predstavlja štipaljke Škorpiona, a imena njezinih najsjajnijih zvijezda Zubenešemali (β Lib), prividne magnitude 2,61, i Zubenelgenubi (Zubeneldženubi) (α Lib), prividne magnitude 2,74, na arapskome znače Sjeverna i Južna štipaljka. U zviježđu se nalazi kuglasti zvjezdani skup NGC 5897, lećasta galaktika NGC 5890, polužna spiralna galaktika NGC 5792 i dr.

## Zanimljivosti
Rimljani su "odrezali" štipaljke Škorpionu i stvorili novo zviježđe Vagu kako bi se uklopilo u njihov novi kalendar s dvanaest mjeseci.  Arhivirana inačica izvorne stranice od 14. srpnja 2018. (Wayback Machine)

## Vanjske poveznice
- The Deep Photographic Guide to the Constellations: Libra